# Nowe Bagienice
Nowe Bagienice (niem. Neu Bagnowen, od 1938 r. Borkenau) – wieś w Polsce położona w województwie warmińsko-mazurskim, w powiecie mrągowskim, w gminie Mrągowo. W latach 1975–1998 miejscowość administracyjnie należała do województwa olsztyńskiego. Leży nad brzegami jeziora Sarż i Jeziora Janowskiego.

## Historia
W obrębie wsi znajduje się bliżej niedatowane grodzisko - Numer rejestru 22 z 1949-07-29; 22 z 1991-11-26; C-020 (stanowisko 1) 
Nowe Bagienice powstały jako wieś szlachecka, 24 października 1562 r. majątek lenny otrzymał były burgrabia Szestna Johann von Hoytten (nazywamy też Gutt). W 1566 roku nadanie otrzymał także Wilhelmo Milewskiemu (von der Milbe). Wieś wymieniana jest w dokumentach w drugiej połowie XVII w. Miejscowość zaczęła się rozwijać dopiero po uwłaszczeniu chłopów i separacji. Od tego czasu zabudowa wsi przyjęła kształt bardziej kolonijny. 
W latach 1765–66 istniała tutaj szkoła, nauczycielem był Krystian Modzel, z zawodu szewc. Później szkołę zlikwidowano, a dzieci uczęszczały do Starych Bagienic. 
W 1785 r. we wsi były zaledwnie cztery domy. W 1815 r. mieszkało tu 50 osób - w tym czasie wieś należała do dóbr tołkińskich (w powiecie kętrzyńskim, gmina Korsze) rodziny von Borke. Po uwłaszczeniu chłopów zabudowa wsi stała się bardziej rozproszona (kolonie, wybudowania). W 1821 r. było w 50 mieszkańców, ale w już 1838 r. we wsi mieszkało 90 osób i było 13 domów. W 1848 r. we wsi było 94 mieszkańców i 12 domów, w 1870 r. 100 mieszkańców. W 1874r. zbudowano drogę bitą przez wieś, jako odcinek traktu Mrągowo - Biskupiec. W 1928 r. liczba mieszkańców wzrosła do 195. W 1938 r. w ramach akcji germanizacyjnej, ówczesne władze niemieckie zmieniały urzędową nazwę wsi z Neu Bagnowen na Borkenau. W 1939 w Nowych Bagieniecach mieszkało 155 osób. W 1939 r. we wsi było 39 gospodarstw domowych, w tym 31 gospodarstw rolnych, z których 5 posiadało wielkość w granicach 10-20 ha i jedno powyżej 20 ha.
Według stanu na dzień 1 stycznia 1973 r. do sołectwa Nowe Bagieniece należały: osada Bagnowski Dwór, leśniczówka Joachimowo, wieś Nowe Bagieniece.
Zmiana liczby ludności
| rok  | Liczba ludności |
| ---- | --------------- |
| 1815 | 50              |
| 1838 | 90              |
| 1939 | 155             |
| 2006 | 70              |

## Integralne części miejscowości
- Bagnowski Dwór - dawna osada (obecnie przysiółek), powstała pod koniec XVIII wieku. Około 1900 roku istniał tu folwark należący do dóbr sorkwickich.